# 29歳の憂うつ パラダイスサーティー
『29歳の憂うつ パラダイスサーティー』（にじゅうきゅうさいのゆううつ パラダイスサーティー）は、2000年4月22日から7月1日までテレビ朝日系列で土曜ナイトドラマで放送された日本のテレビドラマである。原作は乃南アサの小説「パラダイス・サーティー」。トランスジェンダー（性同一性障害）を題材としている。

## 登場人物
大山栗子
演 - 石田ひかり　
OL
工藤菜摘
演 - 清水美砂
栗子の幼馴染
河瀬紘子
演 - 吉本多香美
やくざの妻
古窪伸
演 - 村井克行
実業家
大山松子
演 - 左時枝
栗子の母
大山
演 - 沼田爆
栗子の父
大山邦宏
演 - 大森南朋
栗子の弟
櫻田梓
演 - 小田茜
弟邦宏の婚約者
栗子の上司
演 - 佐戸井けん太
栗子の元彼
鯨岡一彦
演 - 大和武士
栗子の同僚
栗子の同僚
演 - はしのえみ
栗子の同僚
演 - 田嶋陽子
岩間時枝
演 - 若松武史
ゲイバーのママ
ホステス
演 - 来栖あつこ

## スタッフ
- 原作：乃南アサ「パラダイス・サーティー」
- 脚本：瀧川晃代、飯野陽子
- 主題歌：Bon Jovi「サンキュー」
- 挿入歌：傳田真央「あなたとふたりで」
- 演出：堀川とんこう、村松弘之、六車俊治
- プロデューサー：大山勝美、堀川とんこう、一杉丈夫、稲垣ケンジ
- 制作：KAZUMO、テレビ朝日

## サブタイトル
| 各話                                                     | 放送日        | サブタイトル                   | 脚本     | 演出         | 視聴率 |
| -------------------------------------------------------- | ------------- | ------------------------------ | -------- | ------------ | ------ |
| 第1回                                                    | 2000年4月22日 | 恋暴走                         | 瀧川晃代 | 堀川とんこう | 9.1%   |
| 第2回                                                    | 2000年4月29日 | 恋は捨て身                     | 瀧川晃代 | 堀川とんこう | 7.9%   |
| 第3回                                                    | 2000年5月6日  | 男を忘れろ                     | 瀧川晃代 | 村松弘之     | 6.5%   |
| 第4回                                                    | 2000年5月13日 | 私が恋の勝者                   | 瀧川晃代 | 村松弘之     | 6.5%   |
| 第5回                                                    | 2000年5月20日 | 裸の恋は痛い                   | 瀧川晃代 | 六車俊治     | 7.1%   |
| 第6回                                                    | 2000年5月27日 | 恋傷だらけ                     | 飯野陽子 | 堀川とんこう | 7.7%   |
| 第7回                                                    | 2000年6月3日  | 妊娠してる                     | 瀧川晃代 | 村松弘之     | 8.4%   |
| 第8回                                                    | 2000年6月10日 | 結婚するの                     | 飯野陽子 | 村松弘之     | 8.2%   |
| 第9回                                                    | 2000年6月24日 | 恋深く壊れ                     | 瀧川晃代 | 六車俊治     | 7.1%   |
| 最終回                                                   | 2000年7月1日  | パラダイスサーティーにしてやる | 瀧川晃代 | 堀川とんこう | 7.3%   |
| 平均視聴率6.9%（視聴率は関東地区・ビデオリサーチ社調べ） |               |                                |          |              |        |

※6月17日が『』のため休止。
| テレビ朝日系 土曜夜の連続ドラマ                   | テレビ朝日系 土曜夜の連続ドラマ   | テレビ朝日系 土曜夜の連続ドラマ |
| 前番組                                            | 番組名                            | 次番組                          |
| ------------------------------------------------- | --------------------------------- | ------------------------------- |
| おばあちゃま、壊れちゃったの? ※ここまで土曜20時枠 | 29歳の憂うつ パラダイスサーティー | OLヴィジュアル系                |